# الثوابت (اتوابت)
الثوابت هي إحدى مشيخات المملكة المغربية، تتبع جغرافيا لإقليم آسفي وإداريًا لاتوابت. يقدر عدد سكانها بـ 3357 نسمة حسب الإحصاء الرسمي للسكان والسكنى لسنة 2004.